# Завьялова (деревня)
Завьялова — деревня в Шадринском районе Курганской области. До преобразования в декабре 2021 года муниципального района в муниципальный округ входила в состав Маслянского сельсовета.

## История
До 1917 года в составе Крестовской волости Шадринского уезда Пермской губернии. По данным на 1926 год состояла из 136 хозяйств. В административном отношении входила в состав Ермаковского сельсовета Шадринского района Шадринского округа Уральской области.

## Население
| 1989 | 2002 | 2010 |
| ---- | ---- | ---- |
| 255  | ↘250 | ↘171 |

По данным переписи 1926 года в деревне проживало 643 человека (269 мужчин и 374 женщины), в том числе: русские составляли 100 % населения.
Согласно результатам Всероссийской переписи населения 2002 года, в национальной структуре населения русские составляли 99 %.